# Andropol
Andropol Spółka Akcyjna – przedsiębiorstwo przemysłu bawełnianego z siedzibą Andrychowie, spółka w branży włókienniczej.
Przedsiębiorstwo posiada dwa zakłady produkcyjne: tkacki w Andrychowie, oraz wykańczania tkanin w Białymstoku.

## Historia
- 1907 – powstaje w Andrychowie Pierwsza Galicyjska Tkalnia Mechaniczna dla Wyrobów Bawełnianych założona przez braci Czeczowiczka,
- do 1939 fabryka była stale rozbudowywana,
- II wojna światowa – fabryka zostaje niemal całkowicie zniszczona,
- 1945 – odbudowa fabryki,
- 1953 – oddanie do użytku przędzalni cienkoprzędnej,
- 1958 – uruchomienie przędzalni średnioprzędnej,
- 1994 – prywatyzacja i dalsza działalność fabryki.

W 1976 zakład został odznaczony Orderem Sztandaru Pracy I klasy.